# Albert Gregory Meyer
Albert Gregory Meyer, ameriški rimskokatoliški duhovnik, škof in kardinal, * 9. marec 1903, Milwaukee, † 9. april 1965, Chicago.

## Življenjepis
11. julija 1926 je prejel duhovniško posvečenje.
18. februarja 1946 je bil imenovan za škofa Superior; škofovsko posvečenje je prejel 11. aprila istega leta.
21. julija 1953 je bil imenovan za nadškofa Milwaukeeja in 19. septembra 1958 za Chicaga.
14. decembra 1959 je bil povzdignjen v kardinala in imenovan za kardinal-duhovnika S. Cecilia.